# Lanny Flaherty
Lanny Flaherty (Pontotoc, 27 luglio 1942 – New York, 23 febbraio 2024) è stato un attore statunitense.

## Filmografia parziale

### Cinema
- Gente del Nord (Winter People), regia di Ted Kotcheff (1989)
- Crocevia della morte (Miller's Crossing), regia dei fratelli Coen (1990)
- La ballata del caffè triste (The Ballad of the Sad Café), regia di Simon Callow (1991)
- Sommersby, regia di Jon Amiel (1993)
- Patto di sangue (Blood In Blood Out), regia di Taylor Hackford (1993)
- Assassini nati - Natural Born Killers (Natural Born Killers), regia di Oliver Stone (1994)
- Waterworld, regia di Kevin Reynolds (1995)
- Le avventure di Tom Sawyer e Huck Finn (Tom and Huck), regia di Peter Hewitt (1995)
- Un semplice desiderio (A Simple Wish), regia di Michael Ritchie (1997)
- Il libro segreto delle streghe - Blair Witch 2 (Book of Shadows: Blair Witch 2), regia di Joe Berlinger (2000)
- Signs, regia di M. Night Shyamalan (2002)
- Love & Secrets (All Good Things), regia di Andrew Jarecki (2010)
- Men in Black 3, regia di Barry Sonnenfeld (2012)
- Cold in July - Freddo a luglio (Cold in July), regia di Jim Mickle (2014)

### Televisione
- Un giustiziere a New York (The Equalizer) – serie TV, un episodio (1986)
- I Robinson (The Cosby Show) – serie TV, un episodio (1989)
- Colomba solitaria (Lonesome Dove) – miniserie TV, 4 puntate (1989)
- Squadra emergenza (Third Watch) – serie TV, 2 episodi (1999-2000)
- White Collar – serie TV, episodio 1x01 (2009)

## Doppiatori italiani
Nelle versioni in italiano delle opere in cui ha recitato, Lanny Flaherty è stato doppiato da:
- Carlo Marini in Crocevia della morte
- Gianni Musy in Assassini nati - Natural Born Killers
- Francesco Caruso Cardelli in Signs
- Wladimiro Grana in White Collar
- Bruno Alessandro in Cold in July - Freddo a luglio